# Stephen McHattie
Stephen McHattie, né le 3 février 1947 à Antigonish, au Canada, est un acteur canadien.
On le connaît entre autres dans le rôle de Jacques Pasquinel, le fils métis du trappeur Pasquinel (Robert Conrad) et de l'Amérindienne Corbeille d'argile (Barbara Carrera) dans la mini-série Colorado.

## Filmographie

### Cinéma

#### Films
Années 1970
- 1970 : The People Next Door de David Greene : Artie Mason
- 1971 : Le Baron Rouge de Roger Corman : Werner Voss
- 1975 : New York ne répond plus de Robert Clouse : Robert
- 1976 : Les Flics aux trousses (Moving Violation) de Charles S. Dubin : Eddie Moore
- 1978 : Tomorrow Never Comes de Peter Collinson : Frank
- 1978 : Sauvez le Neptune (Gray Lady Down) de David Greene : Murphy

Années 1980
- 1982 : Best Revenge de John Trent (en) : Brett
- 1982 : La Vallée de la mort (Death Valley) de Dick Richards : Hal
- 1986 : Belisaire, le Cajun (Belizaire, the Cajun) de Glen Pitre : James Willoughby
- 1987 : Salvation! de Beth B : Revered Randall
- 1987 : Caribe de Michael Kennedy : Whitehale
- 1988 : Sticky Fingers de Catlin Adams : Eddie
- 1988 : Call Me (en) de Sollace Mitchell : Jellybean
- 1989 : One Man Out de Michael Kennedy : Erik
- 1989 : Il était une fois Broadway de Howard Brookner : Red Henry

Années 1990
- 1993 : Geronimo de Walter Hill : Schoonover
- 1994 : Pterodactyl Woman from Beverly Hills de Philippe Mora : Dr Egbert Drum
- 1994 : The Dark de Craig Pryce : Hunter
- 1994 : Art Deco Detective de Philippe Mora : Hyena
- 1994 : Un coupable idéal (Jonathan Stone: Threat of Innocence) : lieutenant Durant
- 1994 : Le Flic de Beverly Hills 3 de John Landis : Steve Fulbright
- 1995 : Nonnie & Alex : Alex's Dad
- 1996 : My Friend Joe de Chris Bould : Curt
- 1998 : Le Défi (en) (The Climb) de Bob Swaim : Jack McLaskin
- 1998 : Baseketball de David Zucker : Le narrateur

Années 2000
- 2000 : The Highwayman de Keoni Waxman : Frank Drake
- 2002 : La Secrétaire (Secretary) de Steven Shainberg : Burt Holloway
- 2003 : Twist de Jacob Tierney : le sénateur
- 2004 : The Lazarus Child de Graham Theakston : Chief Prosecutor William Warner
- 2005 : A History of Violence de David Cronenberg : Leland Jones
- 2005 : Maurice Richard (The Rocket) de Charles Binamé : Dick Irvin
- 2006 : The Fountain de Darren Aronofsky : le grand inquisiteur Silecio
- 2006 : Le Pacte du sang de Renny Harlin : James Danvers
- 2006 : 300 de Zack Snyder : le sénateur
- 2007 : Kaw de Sheldon Wilson : Clyde
- 2007 : Poor Boy's Game de Clément Virgo : Oncle Joe
- 2007 : All Hat de Leonard Farlinger : Earl Stanton
- 2007 : Shoot 'Em Up : Que la partie commence de Michael Davis : Hammerson
- 2007 : Cursing Hanley : The Astounding Lew
- 2009 : L'Heure de Vérité de Louis Bélanger : Fisk
- 2009 : Pontypool de Bruce McDonald : Grant Mazzy
- 2009 : Watchmen : Les Gardiens de Zack Snyder : Hollis Mason / Le Hibou I
- 2009 : 2012 de Roland Emmerich : le commandant de l'arche américaine
- 2009 : Summer's Blood de Lee Demarbre : Gant Hoxey

Années 2010
- 2011 : Les Immortels de Tarsem Singh : Cassandre
- 2012 : The Secret de Pascal Laugier : lieutenant Dodd
- 2013 : Haunter de Vincenzo Natali : Edgar
- 2013 : Wolves de David Hayter : John Tollerman
- 2014 : Rencontres avec un jeune poète de Rudy Barichello : Samuel Beckett
- 2015 : Born to Be Blue de Robert Budreau (en) : Chetney Baker, Sr.
- 2017 : Mother! de Darren Aronofsky : Le Fanatique
- 2019 : It Must Be Heaven de Elia Suleiman - le tireur de cartes
- 2019 : Come to daddy de Ant Timpson - le père

Années 2020
- 2020 : Target Number One de Daniel Roby - Sergeant Frank Cooper
- 2021 : Nightmare Alley de Guillermo del Toro : un clochard

### Télévision

#### Téléfilms
- 1974 : The Lady's Not for Burning : Nicholas

- 1975 : La Recherche des dieux (Search for the Gods) : Willie Longfellow
- 1976 : James Dean de Robert Butler (téléfilm) : James Dean
- 1976 : Qu'est-il arrivé au bébé de Rosemary ? de Sam O'Steen : Adrian / Andrew
- 1978 : Colorado (Centennial) : Jacques 'Jake' Pasquinel
- 1979 : Mary and Joseph: A Story of Faith : Judah
- 1980 : Roughnecks : Roy
- 1989 : Life Under Water : ...
- 1992 : Terror on Track 9 : Randolph Darnell
- 1994 : Life with Billy : Billy Stafford
- 1995 : Deadly Love : Sean O'Connor
- 1995 : Deadlocked: Escape from Zone 14 : Jack Claremont
- 1995 : Convict Cowboy : Jagges
- 1995 : Remember Me : Chief Nat Coogan
- 1995 : Visitors of the Night : Bryan English
- 1995 : Theodore Rex de Jonathan Betuel : Edge
- 1998 : American Whiskey Bar : A
- 1998 : Alptraum im Airport : Lt. Jack Kelly
- 2000 : Die Abzocker - Eine eiskalte Affäre : Pierce
- 2003 : Le Mur du secret (Wall of Secrets) : Hugh
- 2005 : Solar Strike : amiral Lawrence
- 2005 : Stone Cold (en) : Captain Healy
- 2006 : One Dead Indian : Police Field Commander
- 2006 : Jesse Stone: Night Passage : capitaine Healy
- 2006 : Jesse Stone: Death in Paradise : capitaine Healy
- 2006 : Absolution : Mike Lloyd
- 2007 : Alerte tsunamis (en) (Killer Wave) de Bruce McDonald (mini-série, épisodes 1 et 2) : Edgard Powell
- 2007 : Jesse Stone: Sea Change : capitaine Healy
- 2007 : The Trojan Horse : Jack Shea
- 2007 : The Dark Room : Duncan Allbright
- 2010 : L'Homme aux mille visages (Who Is Clark Rockefeller?) : Mark Sutton
- 2011 : Jesse Stone : Innocences perdues (Jesse Stone: Innocents Lost) : Commandant Healy
- 2014 : Lizzie Borden a-t-elle tué ses parents ? (Lizzie Borden Took an Ax) : Andrew Borden

#### Séries télévisées
- 1974 : Kojak : (Saison 2 épisode 6) : Paul Nelson
- 1975 : Starsky et Hutch : (Saison 1 épisodes 12) Terreur sur les docks: William 'Billy' Michael Desmond
- 1977 : Kojak : (Saison 2 épisodes 10 et 11) : Ray Blaine
- 1978-1979 : Colorado : (11 épisodes) : Jacques 'Jake' Pasquinel
- 1979 : Highcliffe Manor : Révérend Ian Glenville
- 1987-1990 : La Belle et la Bête : Gabriel
- 1991-1992 : Scene of the Crime : Divers personnages
- 1991 : New York, police judiciaire saison 1, épisodes 15 et 16 : Joe Pilefsky
- 1993 : Highlander (série télévisée, Saison 3, épisode 1 : Le Samouraï) : Michael Kent
- 1993 : Code Quantum (saison 5 épisode 22 : le grand voyage) : Stawpah
- 1995 : X-Files : Aux frontières du réel (épisode Monstres d'utilité publique) : l'homme aux cheveux roux
- 1997 : Nikita (Sympathy for the Devil) : Willie Kane
- 1998 : Émilie de la nouvelle lune (Emily of New Moon) : Jimmy Murray
- 1998-2001 : Cold Squad, brigade spéciale (Cold Squad) : Sgt. Frank Coscarella
- 2002 : Monk : Monk va à la fête foraine  (saison 1, épisode 5)  : officier Adam Kirk
- 2007 : Sabbatical : Police Chief Gil Brewer
- 2008 : XIII : La Conspiration : général Benjamin Carrington
- 2008-2009 : Les Enquêtes de Murdoch (saison 1, épisode 6 et saison 2, épisode 13) : Harry Murdoch
- 2009 : The Listener (saison 1, épisode 10) : Arthur Steebes
- 2009 : Fringe : Bombes humaines  (saison 2, épisode 3)  : colonel Raymond Gordon
- 2010-2011 : Les mystères de Haven (saison 1 & 2) : révérend Ed. Driscoll
- 2011-2012 : XIII, la série : président Benjamin Carrington
- 2014 : The Strain : Vaun
- 2017 : Orphan Black : P.T Westmorland
- 2020 : October Faction : Samuel Allen
- 2020 : Private Eyes : Complot de famille (Family Plot)  (saison 4, épisode 1) : Leland Harrington

## Voix francophones
En France, Patrick Osmond a été la voix française la plus régulière de Stephen McHattie.